# 福井県高等学校の廃校一覧
福井県高等学校の廃校一覧（ふくいけんこうとうがっこうのはいこういちらん）とは、福井県の廃校となった高等学校の一覧。対象となるのは学制改革（1948年）以降に廃校となった高等学校と分校である。名称は廃校当時のもの。廃校時に属していた自治体が合併により消滅している場合は現行の自治体に含める。また、現在休校中の学校は公式には存続していることとなっているが、休校中の学校は事実上廃校となっている場合が多いため、便宜上本項に記載する。
小学校や中学校と異なり、生徒が在学中に在籍校が変更となることはほとんどなく、新設校が開校する年と旧校が閉校となる年は異なることが多い。また、統合した場合でも片方の高等学校が旧校の生徒が卒業するまで存続扱いとなる場合もある。

## 福井市
- 福井県立第一高等学校（1949年第二高〈現：福井県立高志高等学校工業課程と統合し福井県藤島高等学校へ）[1]
- 福井県藤島高等学校福井市公民館支部（1961年）[1]
- 福井県藤島高等学校日の出織物学級（1965年）[1]
- 福井県藤島高等学校竹内産業学級（1966年）[1]
- 福井県藤島高等学校福井市青年の家の青年学級（1967年）[1]
- 福井県立嶺北高等学校東郷分校（1969年）[1]
- 福井県藤島高等学校前田産業株式会社学級（1971年）[1]
- 福井県立嶺北高等学校（1971年藤島高通信制課程と統合し福井県立道守高等学校へ）[1]
- 福井県立道守高等学校通信制課程福井紡績学級（1974年）[1]
- 福井県立道守高等学校通信制課程福井精錬加工学級（1975年）[1]
- 福井県立道守高等学校通信制課程三方学級（1981年）[1]
- 福井県立道守高等学校通信制課程敦賀学級（1989年）[1]
- 福井県立三国高等学校川西分校（1988年坂井郡三国町（現在の坂井市三国町）の本校へ移転、1989年募集停止）[2]

## 小浜市
- 福井県立遠敷高等学校（1949年福井県立若狭高等学校へ統合）[3]
- 福井県立小浜水産高等学校（1953年若狭高から独立[3]、2013年若狭高へ再統合[4]）

## 大野市
- 福井県立大野東高等学校（2011年勝山市の勝山南高と統合し福井県立奥越明成高等学校となり[5]、2013年移行）

## 勝山市
- 福井県立勝山南高等学校（2011年大野市の大野東高と統合し奥越明成高となり[5]、2013年移行）

## 鯖江市
- 福井県立丹南高等学校（2022年福井県立鯖江高等学校に前々年新設の普通科総合系コースへの統合により閉校）[6]

## 越前市
- 福井県立武生工業高等学校（2022年、前々年新設の福井県立武生商工高等学校への統合により閉校）[7]
- 福井県立武生商業高等学校（2022年、前々年新設の武生商工高への統合により閉校）[7]

## 坂井市
- 福井県立坂井農業高等学校（2014年春江工業高、三国高家政科、あわら市の福井県立金津高等学校経理科・情報処理科と統合し福井県立坂井高等学校となり[8]、2016年移行）
- 福井県立春江工業高等学校（2014年坂井農業高、三国高家政科、あわら市の金津高経理科・情報処理科と統合し坂井高となり[8]、2016年移行）

## 今立郡
- 福井県立武生高等学校池田分校（2020年）[9]

## 丹生郡
- 福井県立丹生高等学校四ヶ浦分校（1967年募集停止）[10]
- 福井県立丹生高等学校織田分校（1986年）[10]